# María Escudero Escribano
María Escudero Escribano (Cáceres, 3 de junio de 1983) es una química española, profesora en el Institución Catalana de Investigación y Estudios Avanzados (ICREA) en el Instituto Catalán de Nanociencia y Nanotecnología (ICN2) desde 2022. Anteriormente trabajó como directora del Grupo de Nanoelectroquimica en la Universidad de Copenhague. Su investigación incluye el diseño de materiales para catálisis, células de combustible y química sostenible.

## Biografía
Escudero Escribano nació en Cáceres (España). Su padre es un ingeniero técnico industrial especializado en química. María Escudero estudió en el colegio público Maestro Don Camilo Hernández de Coria (donde vivió hasta los 13 años), y en el Instituto de Educación Secundaria (IES) Norba Caesarina de Cáceres. Estudió Ingeniería Química en la Universidad de Extremadura. Se mudó a Madrid para comenzar su doctorado, que consiguió en la Universidad Autónoma de Madrid en 2011. Escudero Escribano trabajó junto a Ángel Cuesta Císcar en las reacciones electroquímicas que tienen lugar dentro de las células de combustible. Durante su doctorado Escudero Escribano fue becaria de la prestigiosa Residencia de Estudiantes y completó estancias como científica visitante en el Laboratorio Nacional Argonne y en la Universidad de Ulm. La Real Sociedad Española de Química seleccionó la tesis doctoral de Escudero Escribano como la mejor tesis de la Comunidad de Madrid en la convocatoria de 2011-2012. Después de conseguir su doctorado se unió a la Universidad Técnica de Dinamarca como investigadora postdoctoral. Allí comenzó a trabajar en nuevos electrocatalizadores basados en aleaciones de platino y lantánidos para la reacción de reducción del oxígeno en células de combustible, y los resultados de este trabajo fueron publicados en 2016 en Science.

## Investigación y carrera científica
En 2017 Escudero Escribano fue nombrada el equivalente español a Profesora Ayudante Doctora en la Universidad de Copenhague, donde dirige el Grupo de Nanoelectroquímica. Su investigación está centrada en nuevos materiales para reacciones electroquímicas, que estudia usando espectroscopía óptica in situ y microscopía. María Escudero está interesada en usar estos materiales para aplicaciones de química sostenible, como por ejemplo para la generación de hidrógeno a partir de la descomposición del agua. Escudero Escribano trabaja en concreto en nuevos catalizadores para dispositivos de conversión de energía. Esto incluye buscar alternativas para los catalizadores de platino que son utilizados típicamente en las células de combustible. Ella ha desarrollado aleaciones de platino y elementos de la familia de los lantánidos, las cuales son más eficientes.
María Escudero ha explorado el acoplamiento de la electrólisis del agua con otros recursos renovables como los paneles solares y los aerogeneradores. Típicamente este acoplamiento es complejo debido a la generación de energía intermitente y la poca eficiencia de las fuentes de energía renovables, pero puede ser facilitado por el desarrollo de electrolizadores de agua, donde la energía se puede almacenar en los enlaces químicos de las moléculas de hidrógeno. La eficiencia de estos electrolizadores depende de los electrodos; en particular del ánodo donde la oxidación del agua tiene lugar y que actúa como un cuello de botella de estos dispositivos.
En 2019 se anunció que la Fundación Nacional Danesa de Investigación apoyaría a Escudero Escribano para que establezca un centro Catálisis de Aleaciones de Alta Entropía en la Universidad de Copenhague. El centro tiene como objetivo contribuir a la descarbonización y crear una industria química más sostenible. La industria química mundial es responsable de casi el 10 % de las emisiones de gases de efecto invernadero.El 2022 se unió al Catalan Institute of Nanoscience and Nanotechnology (ICN2) como profesora ICREA para liderar el proyecto NanoESC Lab.